# Rotenhain
Rotenhain település Németországban, Rajna-vidék-Pfalz tartományban. Lakosainak száma 488 fő (2023. december 31.).

## Népesség
A település népességének változása:
| Lakosok száma | 390  | 536  | 523  | 534  | 484  | 483  | 488  |
|               | 1975 | 2015 | 2017 | 2019 | 2021 | 2022 | 2023 |